# انرژی پتانسیل

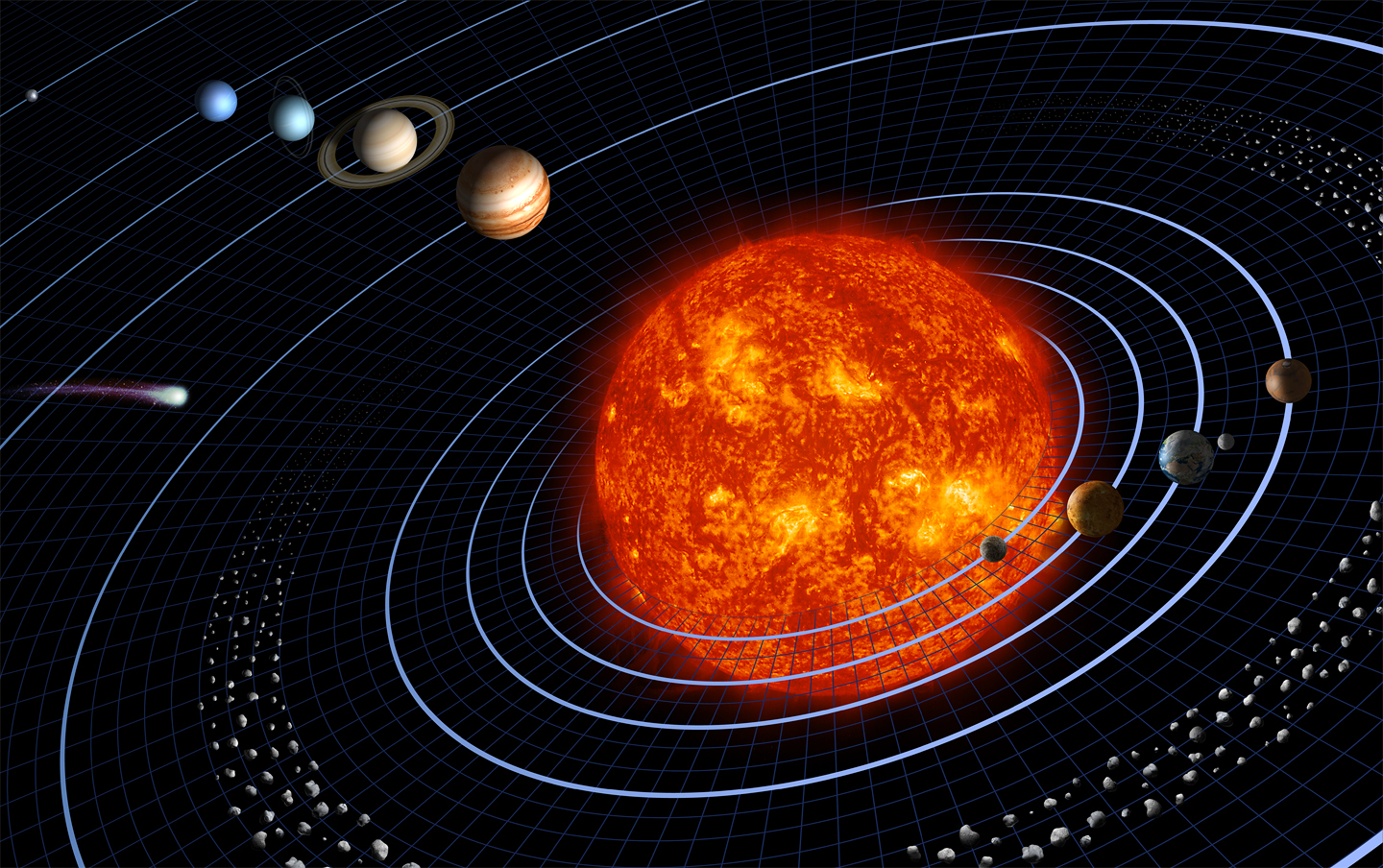
نیروی گرانشی سیارات را در مدار دور خورشید نگه می‌دارد.

در فیزیک انرژی پتانسیل (به فرانسوی: Énergie potentielle) صورتی از انرژی است که در یک سامانه به‌صورت نهفته وجود دارد و قابل تبدیل به انرژی جنبشی می‌باشد. به‌طور مثال انرژی پتانسیل شیمیایی ذخیره در مواد غذایی پس از فعل و انفعالات شیمیایی در ماهیچه‌ها تبدیل به انرژی جنبشی می‌گردد. یا به دیگر توصیف شیمی دان ها گرمای جذب شده یا آزاد شده در هر واکنش شیمیایی را به‌طور عمده وابسته به تفاوت میان انرژی پتانسیل مواد واکنش دهنده و فرآوردهٔ آن می‌دانند با این توصیف انرژی پتانسیل یک نمونه ماده انرژی نهفته شده در آن است انرژی که ناشی از نیروهای نگهدارنده ذره‌های سازنده آن است
در سیستم SI واحد محاسبه کار و انرژی، ژول است.

## نگاه کلی
انرژی به شکل‌های مختلف پدیدار می‌شود. یکی از آن‌ها انرژی پتانسیل یا انرژی ذخیره‌ای است. این شکل انرژی چه شباهت‌ها یا چه تفاوت‌هایی با صورت‌های دیگر انرژی دارد؟ چگونه می‌توانیم از آن بهره‌گیری کنیم؟ انرژی شیمیایی به انرژی هسته‌ای، انرژی گرانشی، انرژی الکتریسته ساکن و انرژی مغناطیسی، نمونه‌هایی از انرژی پتانسیل هستند. انرژی پتانسیل می‌تواند برای ما اهمیت زیادی داشته باشد.
برای مثال، هنگامی که تلویزیون روشن می‌کنیم و مأموریت رفت و برگشت سفینه‌ای فضایی را به تماشا می‌نشینیم، در واقع از انرژی الکتریکی استفاده می‌کنیم که از انرژی پتانسیل (مثلاً انرژی پتانسیل گرانشی آب ذخیره شده در پشت سد) حاصل می‌شود. یا تبدیل انرژی پتانسیل شیمیایی موجود در سوخت موشک‌ها به انرژی جنبشی است، که سفینه از سکوی پرتاب به فضا پرتاب می‌شود. باتری‌های مورد استفاده از فلاش دوربین‌ها یا در رادیوهای کوچک، بنزین مصرفی برای راندن اتومبیل و بالاخره، غذایی که می‌خوریم همه و همه محتوی انرژی پتانسیل هستند.

## سیر تحولی و رشد
با توجه به نقش مهم انرژی پتانسیل در عرصه‌ های دانش به فناوری زندگی روزانه، ممکن است چنین تصور شود که از زمان تشخیص شناسایی این انرژیِ مدتی طولانی گذشته‌ است، اما اینطور نیست. مفهوم نیرو را که بستگی نزدیکی با انرژی پتانسیل دارد. اولین بار آیزاک نیوتن در قرن هفدهم مطرح کرد؛ ولی مفهوم انرژی یا پایستگی انرژی تا قرن نوزدهم مطرح نشد. مدت‌ها قبل از آن، در اواخر قرن هفدهم، هویگنس در بحث حرکت، به انرژی پتانسیل اشاره کرده بود. اما اصطلاح انرژی پتانسیل را بکار نبرده بود و اهمیت آن را نیز در نیافته بود. در اوایل قرن هیجدهم ژاک برنولی کار مجازی را که مشابه انرژی پتانسیل است توصیف کرده، ولی به اهمیت آن پی نبرد.
در اواخر قرن هیجدهم و اوایل قرن نوزدهم، ژوزف لاگرانژ، لاپلاس، پواسون و جورج گرین مفهوم پتانسیل الکتریکی را (که به انرژی پتانسیل الکتریکی بسیار نزدیک است). در فرمول بندی ریاضی اثرات الکتریکی بکار بردند، اما آن هم به اهمیت انرژیِ پتانسیل پی نبرد. تمرکز این دانشمندان روی مباحث مکانیک و گرما بود. بحثهای بعدی تمام حوزه‌ های علوم فیزیکی را دربر گرفت. پس از این کارها بود که با تلاش بسیاری از مهندسان و دانشمندان توجه به اهمیت انرژی پتانسیل بیشتر و بیشتر شد.

## انرژی پتانسیل در کجا و چگونه ذخیره می‌شود؟
انرژی پتانسیل، نوعی انرژی ذخیره شده است. انرژی پتانسیل، اثری سیستمی است و برای جسمی کاملاً منزوی وجود ندارد. جسم به اعتبار خود کمیت مکانی‌اش نسبت به سایر اجسامی که بر آن نیرو وارد می‌کنند یا به دلیل موقعیت مکانی‌اش در میدانی که بر آن نیرو وارد می‌کنند، دارای انرژی پتانسیل است. هیچ جسم منفردی انرژی پتانسیل ندارد. همه اجسامی که برهم کنش متقابل دارند، به‌طور جمعی انرژی ذخیره می‌کنند.
توپی که روی میز است انرژی پتانسیل گرانشی دارد و این به گونه‌ای است توپ و زمین هر دو در ذخیره‌سازی این انرژی سهیمند. این انرژی از آنجا ناشی می‌شود که زمین و توپ بر یکدیگر نیرو وارد می‌کنند. اگر توپ با زمین در مکان خود نبودند انرژی پتانسیل گرانشی نمی‌توانست وجود داشته باشد. در دور و میدان نیز انرژی پتانسیل از فضایی که میدان وجود دارد ذخیره می‌شود.

## ویژگی‌های انرژی پتانسیل
در واقع، این تغییرات انرژی پتانسیل است که در خور اهمیت است نه مقدار آن قبل یا بعد تغییر. اگر چه مکانی که در آن انرژی پتانسیل صفر می‌تواند انتخاب مفیدی باشد به مانند سطح دریا به عنوان مبنای صفر انرژی پتانسیل گرانشی زمین یا سطح داخلی خازن استوانه‌ای به عنوان مبنای صفر انرژی الکتریکی ذخیره شده در آن، اما این انتخاب‌ها هیچ‌یک الزامی نیست؛ زیرا آن‌ها اختلاف انرژی پتانسیل بین مکان‌های مختلف است که اهمیت دارد. اندازه اختلاف پتانسیل هرگز هیچ ربطی به چگونگی پیدا شدن آن ندارد؛ یعنی این تغییر مستقل از مسیر است. این یکی از ویژگی‌های اساسی انرژی پتانسیل است.
تغییرات انرژی پتانسیل ممکن است به پیدایش انرژی جنبشی، انرژی الکتریکی، یا انرژی گرمایی منجر شود. فناوری نوین بر همین پایه استوار است، دستیابی به چنین تغییری به پایداری انرژی ذخیره شده بستگی دارد. برای انرژی پتانسیل سه نوع منحنی می‌توان در نظر گرفت: اگر چه این سخنها معرف همه حالت‌ها نیستند، اما نشان می‌دهند که چگونه انرژی پتانسیل ممکن است با مکان تغییر کند.
می‌توان جسم کوچکی مثل گلوله‌ای مرمرین را روی یک کاسه وارونه (در حالت ناپایدار)، درون کاسه (در حالت پایدار) یا در فرورفتگی کاسه وارونه‌ای که لبه دارد (در حالت شبه پایدار) در نظر گرفت. آنگاه کاسه نقش منحنی انرژی پتانسیل هسته‌ای را خواهد دانست. در حالت پایدار تغییر نامحتمل است. در حالت شبه پایدار غلبه بر سد پتانسیل (یعنی بالا رفتن از لبه) مستلزم انرژی اضافی است، مثلاً این انرژی اضافی می‌تواند از جرقه‌ای که بخار بنزین را در سیلندرهای موتور خودرو مشتعل می‌کند ناشی می‌شود. در برخی موارد نادر هیچ انرژی اضافی لازم نیست. مثل وقتی که ذره‌ای در هسته اتم سد پتانسیل را طی فرایندی به نام تونل زنی سوراخ می‌کند.
در فناوری نوین تعادل شبه پایدار ترجیح داده می‌شود؛ زیرا انرژی پتانسیل می‌تواند تا زمانی که ما بخواهیم در حالت تعلیق باقی بماند؛ که نمونه آن در روشن کردن رادیوی ترانزیستوری و تبدیل انرژی

## تغییر انرژی پتانسیل
هر تغییر انرژی پتانسیلی به پیدایش نیرویی می‌انجامد. نیروی گرانشی ای که در حالت تعادل ناپایدار موجب می‌شود که گلوله روی سطح خارجی کاسه به پایین بلغزد. اندازهٔ نیرو را از شیب سختی می‌سنجیم. هر چه این شیب تندتر باشد قوی تر است. البته همه نیرو، از تغییر انرژی پتانسیل ناشی نمی‌شوند. نیروهایی که این گونه‌اند. نظیر نیروی گرانشی و نیروی کولنی نیروی تابعی پایستاری، داریم:
{\displaystyle F=-{\frac {dU}{dx}}} و {\displaystyle U=-\int F\,dx}
که در آن F نیرو، U انرژی پتانسیل و x مکان است. نیروهایی که از تغییر انرژی پتانسیل ناشی نمی‌شوند، نظیر نیروی اصطکاک، نیروهای ناپایستارند. برای چنین نیروهایی، انرژی پتانسیل قابل تبیین نیست.

## انرژی پتانسیل هسته‌ای
انرژی پتانسیل هسته‌ای انرژی بالقوه ذرات درون هستهٔ اتمی است. ذرات هسته‌ای توسط نیروی هسته‌ای قوی به هم پیوسته‌اند. نیروهای هسته‌ای ضعیف انرژی بالقوه‌ای را برای انواع خاصی از واپاشی رادیواکتیو، مانند واپاشی بتا فراهم می‌کنند.
ذرات هسته‌ای مانند پروتون و نوترون در فرایندهای شکافت و همجوشی از بین نمی‌روند، اما مجموعه‌ای از آن‌ها می‌تواند جرم کمتری نسبت به همهٔ آن‌ها به‌صورت جداگانه، داشته باشد، در این صورت این اختلاف جمعی می‌تواند به صورت گرما و تابش در واکنش‌های هسته‌ای آزاد شود (گرما و تابش همان جرم از دست رفته‌است، اما اغلب از سیستم فرار می‌کند، که در وزن اندازه‌گیری نمی‌شود). انرژی خورشید نمونه‌ای از این شکل از تبدیل انرژی است. در خورشید، فرایند همجوشی هیدروژن حدود ۴ میلیون تن ماده خورشیدی در ثانیه را به انرژی الکترومغناطیسی تبدیل می‌کند که به صورت تابش در فضا آزاد می‌شود.

## انواع انرژی پتانسیل
- انرژی پتانسیل شیمیایی
- انرژی پتانسیل الکتریکی
- انرژی پتانسیل گرانشی
- انرژی پتانسیل کشسانی
- انرژی پتانسیل هسته‌ای
- در واقع به مجموع انرژی‌های جنبشی و پتانسیل یک جسم (پتانسیل گرانشی، کشسانی و …) انرژی مکانیکی گفته می‌شود آن را با E نشان می‌دهند.